# 阿方西内
阿方西内（義大利語：Alfonsine），是意大利拉韦纳省的一个市镇。总面积106.74平方公里，人口12373人，人口密度115.9人/平方公里（2009年）。ISTAT代码为039001。